# Hyaleucerea lugubris
Hyaleucerea lugubris là một loài bướm đêm thuộc phân họ Arctiinae, họ Erebidae.